# Coupe du Maroc de football 1983-1984
 (avril 2024).
Si vous disposez d'ouvrages ou d'articles de référence ou si vous connaissez des sites web de qualité traitant du thème abordé ici, merci de compléter l'article en donnant les références utiles à sa vérifiabilité et en les liant à la section « Notes et références ».
Navigation
Édition précédente Édition suivante
La saison 1983-1984 de la Coupe du Trône est la vingt-huitième édition de la compétition. 
Les FAR de Rabat remporte la coupe au détriment de la Renaissance de Kénitra sur le score de 1-0 au cours d'une finale jouée dans le stade Mohamed V à Casablanca. Les FAR de Rabat remporte ainsi cette compétition pour la troisième fois de leur histoire.

## Déroulement

### Huitièmes de finale
| Équipe 1            | Équipe 2                  | Résultat |
| Union de Mohammédia | Raja Club Athletic        | 0 - 1    |
| Difaâ d'El Jadida   | Renaissance de Berkane    | 1 - 0    |
| Rapide Oued Zem     | Youssoufia de Berrechid   | 1 - 0    |
| Maghreb de Fès      | Difaâ Aïn Sebaâ           | 0 - 1    |
| CODM Meknès         | Amal Club de Belksiri     | 1 - 0    |
| IR Tanger           | Renaissance de Kénitra    | 0 - 3    |
| AS Salé             | Fath Union Sport de Rabat | 0 - 2    |
| FAR de Rabat        | Kénitra Athlétic Club     | 3 - 1    |

### Quarts de finale
| Équipe 1           | Équipe 2                  | Résultat            |
| Difaâ d'El Jadida  | Renaissance de Kénitra    | 0 - 1               |
| Raja Club Athletic | Rapide Oued Zem           | 1 - 2               |
| Difaâ Aïn Sebaâ    | CODM Meknès               | 0 - 0 4 - 3 (t.a.b) |
| FAR de Rabat       | Fath Union Sport de Rabat | 1 - 0               |

### Demi-finales
| Équipe 1        | Équipe 2               | Résultat |
| FAR de Rabat    | Difaâ Aïn Sebaâ        | 3 - 1    |
| Rapide Oued Zem | Renaissance de Kénitra | 4 - 5    |

### Finale
La finale oppose les vainqueurs des demi-finales, les FAR de Rabat face à la Renaissance de Kénitra, le 8 juillet 1984 au Stade Mohamed V à Casablanca.
| Coupe du Trône : Finale 1984 | FAR de Rabat | 1 - 0 | Renaissance de Kénitra | Stade Mohamed V, Casablanca |                             |
| 8 juillet 1984               |              |       |                        | Arbitrage : Abdelali Naciri | Arbitrage : Abdelali Naciri |
| 8 juillet 1984               |              |       |                        | Arbitrage : Abdelali Naciri | Arbitrage : Abdelali Naciri |